# Hôtel de Saint-Aignan
Hôtel de Saint-Aignan je městský palác v Paříži ze 17. století. Nachází se v historické čtvrti Marais na adrese Rue du Temple č. 71 ve 3. obvodu. Od roku 1998 zde sídlí Musée d'art et d'histoire du judaïsme. Palác byl v roce 1988 zanesen na seznam historických památek.

## Historie
Budovu postavil v letech 1644–1650 architekt Pierre Le Muete pro Clauda de Mesmes, hraběte d'Avaux, který byl velvyslancem Ludvíka XIV. a spolusignatářem Vestfálského míru. Původně byl po něm pojmenován Hôtel d'Avaux. V roce 1688 získal palác Paul de Beauviliers, vévoda de Saint-Aignan a Colbertův zeť. Nechal jej přestavět a zvětšit a návrhem zahrady svěřil André Le Nôtra. Během 18. století palác několikrát změnil majitele. Za Francouzské revoluce se šlechtický palác stal národním majetkem. V roce 1795 zde byla zřízena správa 7. obvodu. V roce 1823 byl palác vrácen do soukromého vlastnictví a od poloviny 19. století byl rozdělen na nájemní byty, do kterých se nastěhovaly židovské dělnické a řemeslnické rodiny především z Polska, Rumunska a Ukrajiny. Aby vznikl co největší obytný a pracovní prostor, byla budova zvýšena o tři podlaží a byly připojeny četné přístavby.
Během masových deportací v roce 1942 za německé okupace bylo zatčeno a deportováno mnoho židovských obyvatel, z nichž třináct zahynulo v koncentračních táborech.
V roce 1962 budovu získalo město Paříž a zřídilo zde městský archiv. V rámci restaurátorských prací pro nové muzeum byly zbourány různé přístavby a nástavby a z velké části byl obnoven vzhled bývalého šlechtického paláce z první poloviny 17. století.

## Architektura
Vchod na Rue du Temple tvoří monumentální portál s dvojitými dřevěnými dveřmi, které jsou zdobeny vyřezávanými čtyřmi indickými hlavami. Za ním se otevírá velké nádvoří obklopené ze čtyř stran fasádami stejného vzhledu. Spodní patro je členěno okrouhlými arkádami, mezi nimiž jsou uspořádány pilastry korintskými hlavicemi. Ty pokračují v prvním patře až na začátek horního okna. Pod střechou probíhá římsa podepřená vyřezávanými konzolami. Oblouk střední arkády, který tvoří vstup do hlavní budovy, je zdoben pleteným vlysem a tympanonem s vyobrazením putti a rohů hojnosti.
Jižní fasádu tvoří zdi městského opevnění z doby Filipa II. Augusta a vytváří iluzi stavebního křídla. Po pravé straně vede průchod do bývalých hospodářských budov.
Do hlavní budovy se vstupuje vestibulem vybaveným pilastry a výklenky pro busty. Vede k monumentálnímu schodišti, které bylo zřízeno při přestavbě paláce podle Le Muetových plánů.
Místnost, která sousedí s knihkupectvím, a nyní je v ní umístěna kavárna, zamýšlel Le Muet jako jídelnu a nacházela se poblíž kuchyně. Při restaurování byly na stěnách a stropě objeveny malby grisaille, které jsou datovány do doby před rokem 1650. Obrazy jsou připisovány Rémymu Vuibertovi (1600-1652) kvůli jejich blízké podobnosti s malbami na zámku Tanlay, který také navrhl Pierre Le Muet.